# Відзнака «500 років з дня виходу в світ першої книги українського автора»

Лицевий бік медалі. Зразок відливки медалі у бронзі.

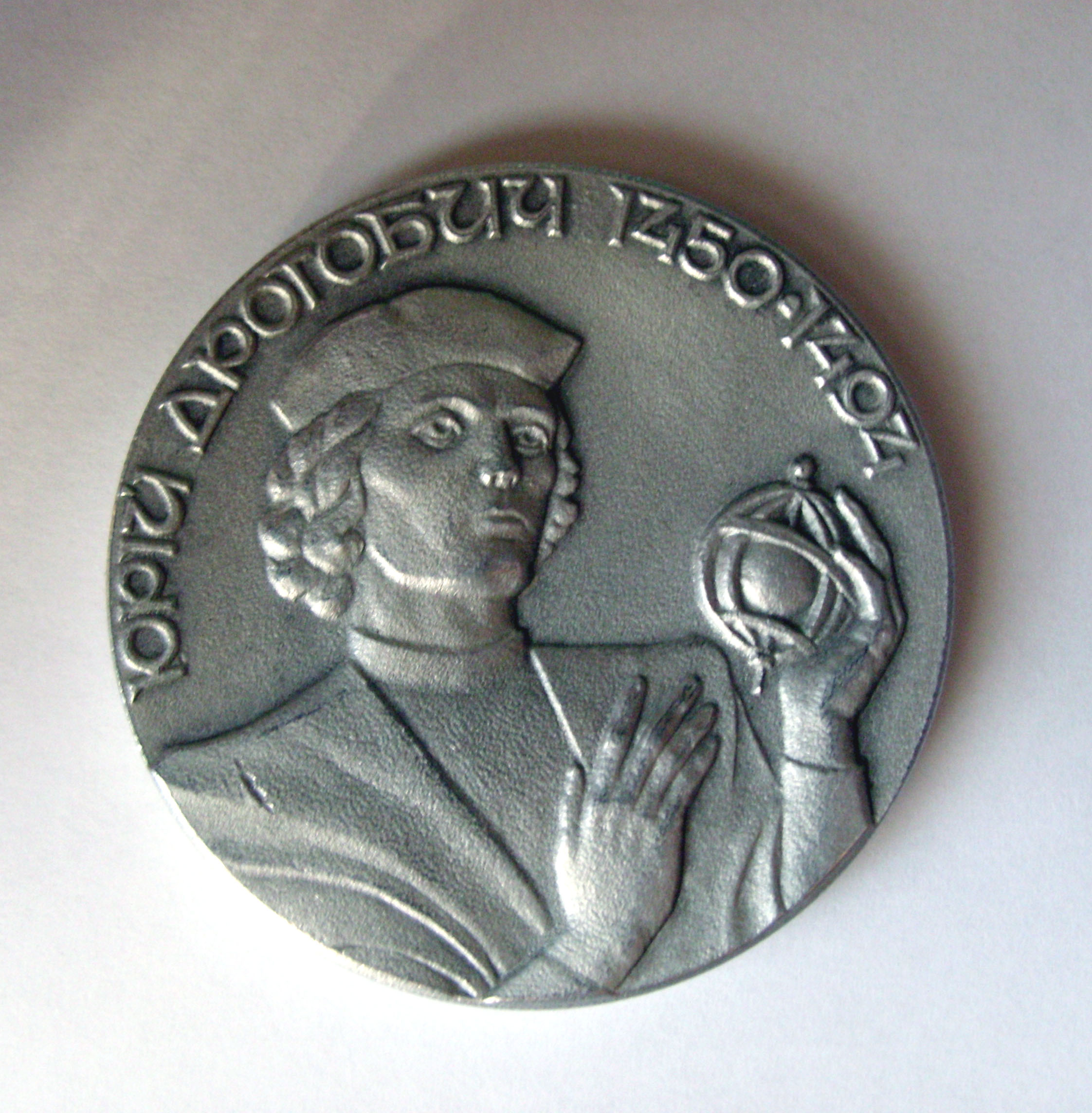
Лицевий бік медалі. Алюмінієвий стоп (сплав).

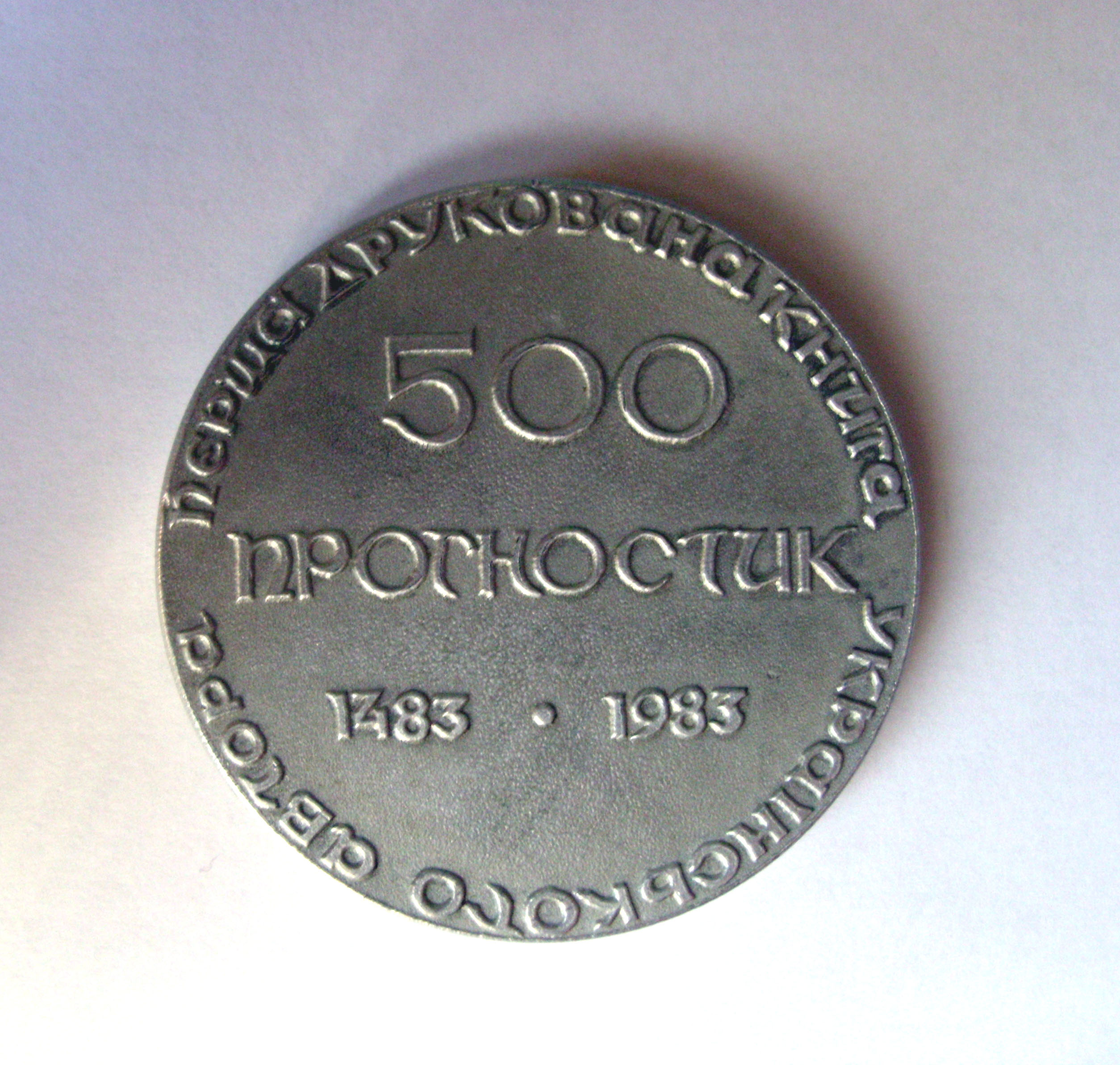
Зворотний бік медалі. Алюмінієвий стоп.

Відзнака «500 років з дня виходу в світ першої книги українського автора» — пам'ятна медаль, виготовлена у 1983 році в Україні з ініціативи Львівського обласного відділення Товариства охорони пам'яток історії та культури з нагоди 500-ліття виданої 7 лютого 1483 у Римі книги Юрія Котермака (Дрогобича) «Прогностична оцінка поточного 1483 року» (Iudicium pronosticon Anni M.cccc.lxxxiii), яка є першою відомою друкованою книгою українського автора. У цій книзі було подано відомості з географії, астрономії, метеорології, а також зроблено спробу визначити, в межах яких географічних довгот розташовані міста Вільнюс, Дрогобич, Львів тощо. Крім того, міститься ряд астрологічних прогнозів, що відповідало стилю того часу.
Безпосереднім ініціатором підготовки і випуску медалі був історик Кудин Ігор Андрійович, що на той час обіймав посаду 1-го заступника Львівського обласного відділення Товариства охорони пам'яток історії та культури. Тираж медалі становив близько 100 примірників у бронзі, 1000 примірників з алюмінієвого стопу.
Автор медалі — український художник Жолудь Олександр Семенович .
Пам'ятною відзнакою були нагороджені як відомі, так і молоді талановиті діячі науки та культури України. Зокрема: Ярослав Ісаєвич, Любомир Сеник, Лариса Скорик, Богдан Якимович, Володимир Білецький та ін.

## Опис медалі
Медаль має форму правильного кола. Виготовлена з легкого сріблястого сплаву. Товщина — 5 мм. Діаметр — 57 мм.
На лицевому боці медалі барельєфне зображення Юрія Дрогобича і напис випуклими літерами 4х4 мм: «Юрій Дрогобич 1450—1494» . На звороті в центрі випуклими літерами 8×8 мм і 5×5 мм напис: «500 ПРОГНОСТИК» 1483-1983. По колу випуклими літерами 3×3 мм напис: «Перша друкована книга українського автора».